# Callipo Sport

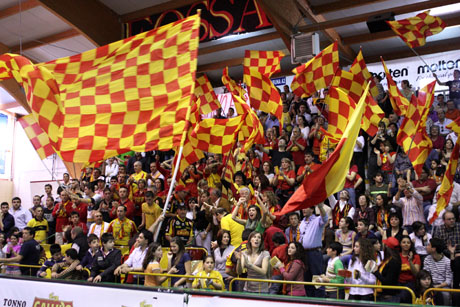
Kibice klubu

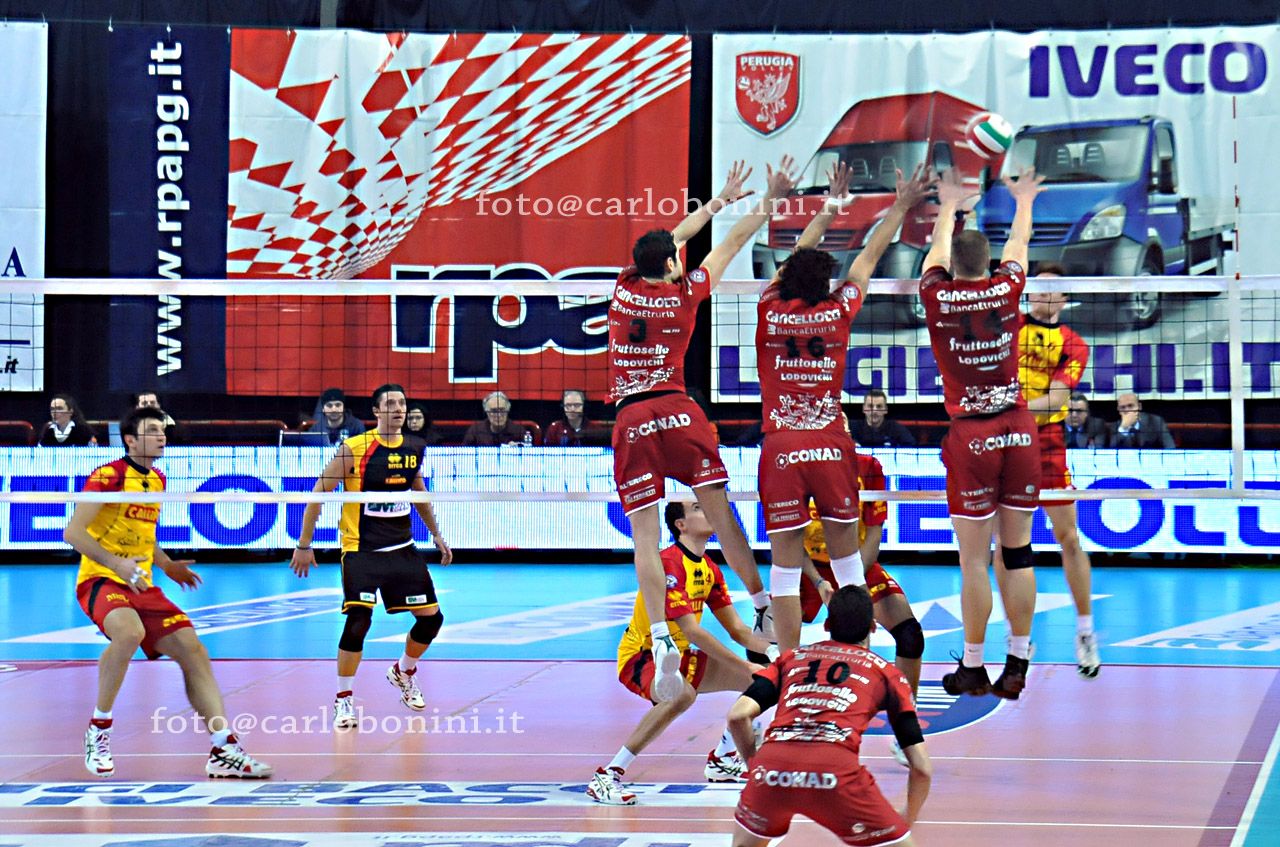
Zawodnicy Tonno Callipo Vibo Valentia w meczu ligowym 19. kolejki Serie A1 (2008/2009) z RPA-LuigiBacchi.it Perugia, 26.01.2009

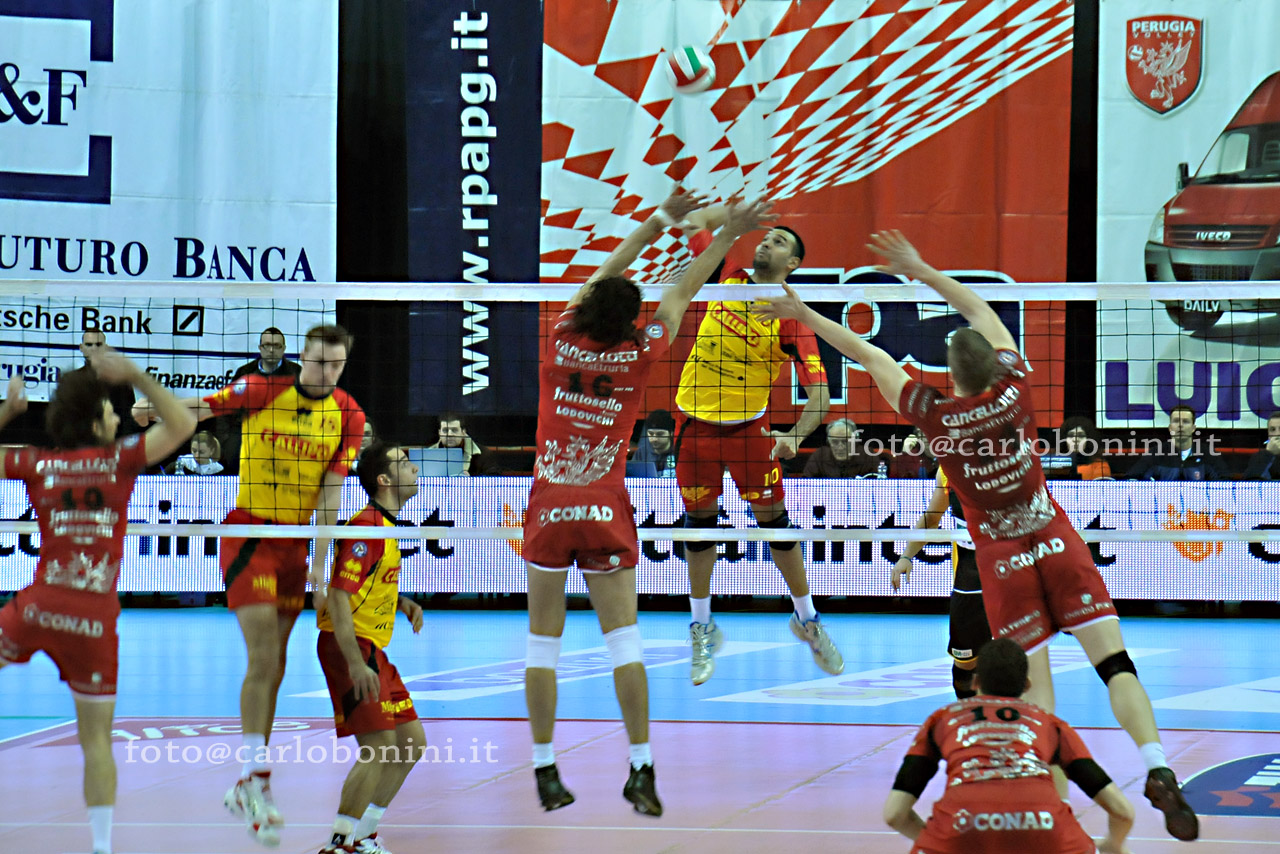
Zawodnicy Tonno Callipo Vibo Valentia w meczu ligowym 19. kolejki Serie A1 (2008/2009) z RPA-LuigiBacchi.it Perugia, 26.01.2009

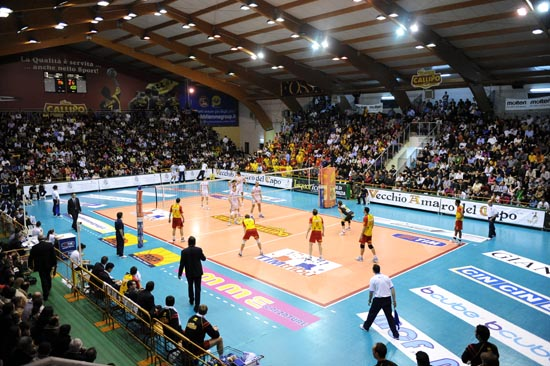
Tonno Callipo Vibo Valentia - Marmi Lanza Werona (07.02.2010)

Callipo Sport – włoski męski klub siatkarski z siedzibą w Maierato-Vibo Valentia, założony w 1993 roku. Od 1993 drużyna występuje w rozgrywkach pod nazwą Tonno Callipo Vibo Valentia. W sezonie 2012/2013 klub uczestniczył w rozgrywkach Serie A1.

## Historia
Callipo Sport powstał w 1993 roku w miejscowości Maierato, położonej 10 kilometrów na północny wschód od Vibo Valentia. Klub powstał z połączenia dwóch innych drużyn: Pallavolo Vibo Valentia Marina oraz Fiamma Vibo Valentia. W 1993 roku klub wystartował w rozgrywkach Serie C1. W 2000 roku awansował do Serie A2, a w sezonie 2002/2003 wywalczył awans do Serie A1.

### Chronologia nazw sponsorskich
- 1993-2013 Tonno Callipo Vibo Valentia
- 2013- Tonno Callipo Calabria Vibo Valentia

## Bilans sezon po sezonie
| Sezon                | Miejsce |
| -------------------- | ------- |
| 1993/1994 – Serie C2 | 1       |
| 1994/1995 – Serie C1 |         |
| 1995/1996 – Serie C1 | 5       |
| 1996/1997 – Serie B2 |         |
| 1997/1998 – Serie B2 |         |
| 1998/1999 – Serie B2 |         |
| 1999/2000 – Serie B2 | 1       |
| 2000/2001 – Serie B1 | 2       |
| 2001/2002 – Serie A2 | 12      |
| 2002/2003 – Serie A2 | 6       |
| 2003/2004 – Serie A2 | 2       |
| 2004/2005 – Serie A1 | 7       |
| 2005/2006 – Serie A1 | 10      |
| 2006/2007 – Serie A1 | 13      |
| 2007/2008 – Serie A2 | 1       |
| 2008/2009 – Serie A1 | 7       |
| 2009/2010 – Serie A1 | 10      |
| 2010/2011 – Serie A1 | 9       |
| 2011/2012 – Serie A1 | 10      |
| 2012/2013 – Serie A1 | 9       |
| 2013/2014 – Serie A1 | 11      |
| 2014/2015 – Serie A2 | 6       |
| 2015/2016 – Serie A2 | 1       |
| 2016/2017 – Serie A1 | 8       |
| 2017/2018 – Serie A1 | 12      |
| 2018/2019 – Serie A1 | 12      |
| 2019/2020 – Serie A1 | -       |
| 2020/2021 – Serie A1 | 5       |
| 2021/2022 – Serie A1 | 12      |
| 2022/2023 – Serie A2 | 1       |
| 2023/2024 – Serie B1 |         |

Poziom rozgrywek:
     pierwszy, najwyższy ogólnokrajowy
     drugi
     trzeci
     czwarty
     piąty
     szósty

## Kadra

### Sezon 2022/2023[1]
- 1.  Nikola Mijailović
- 2.  Davide Candellaro
- 3.  Domenico Cavaccini
- 5.  Santiago Orduna
- 6.  Leonardo Carta
- 7.  Alessandro Tondo
- 8.  Lorenzo Piazza
- 9.  Cosimo Balestra
- 10.  Matteo Bellia
- 11.  Alessio Tallone
- 12.  Jernej Terpin
- 14.  Marco Belluomo
- 15.  Michele Fedrizzi
- 17.  Paul Buchegger

### Sezon 2021/2022
- 1.  Christian Fromm (od 14.12.2021)
- 2.  Yūji Nishida
- 3.  Davide Russo
- 4.  Giovanni Maria Gargiulo
- 5.  Maurício Borges Silva
- 8.  Davide Saitta
- 9.  Davide Candellaro
- 10.  Luka Basic
- 11.  Marco Rizzo
- 13.  Flávio Gualberto
- 14.  Douglas Souza da Silva (do 09.12.2021)
- 15.  Pier Paolo Partenio
- 16.  Alberto Nicotra
- 17.  Gabriele Nelli (od 21.12.2021)

### Sezon 2020/2021
- 1.  Barthélémy Chinenyeze
- 2.  Dante Chakravorti
- 3.  Simone Sardanelli
- 4.  Giovanni Maria Gargiulo
- 5.  Aboubacar Dramé Neto
- 6.  Petar Đirlić
- 7.  Andrea Fioretti
- 8.  Davide Saitta
- 9.  Thibault Rossard
- 10.  Francesco Corrado
- 11.  Marco Rizzo
- 12.  Enrico Cester
- 13.  Torey Defalco
- 16.  Julien Lyneel (od 28.10.2020 do 09.12.2020)
- 23.  Victor Cardoso

### Sezon 2019/2020
- 1.  Stefano Mengozzi
- 3.  Sebastiano Marsili
- 4.  Marco Pierotti
- 5.  Aboubacar Dramé Neto
- 6.  Marco Vitelli
- 8.  Swan N’Gapeth
- 9.  Timothée Carle
- 10.  Barthélémy Chinenyeze
- 11.  Marco Rizzo
- 12.  Simone Sardanelli
- 13.  Torey Defalco
- 15.  Simon Hirsch
- 17.  Michele Baranowicz

### Sezon 2018/2019
- 1.  Tsimafei Zhukouski
- 3.  Davide Marra
- 4.  Paolo Cappio
- 6.  Marco Vitelli
- 7.  Sebastiano Marsili
- 8.  Todor Skrimow
- 9.  Carlos Eduardo Barreto Silva
- 10.  Damian Domagała
- 11.  Mohammed Al Hachdadi
- 18.  Luca Presta
- 20.  Tom Strohbach
- 22.  Leonardo Focosi
- 23.  Stefano Mengozzi
- 39.  Tomás López

### Sezon 2017/2018
- 1.  Deivid Junior Costa
- 2.  Manuel Coscione
- 3.  Davide Marra
- 4.  François Lecat
- 5.  Marco Izzo
- 6.  Francesco Corrado
- 7.  Oleg Antonow
- 9.  Jacopo Massari
- 10.  Damian Domagała
- 11.  Ernesto Torchia
- 12.  Pieter Verhees
- 13.  Benjamin Patch
- 16.  Sérgio Luiz Felix Júnior
- 18.  Luca Presta

### Sezon 2016/2017
- 1.  Deivid Junior Costa
- 2.  Manuel Coscione
- 3.  Davide Marra
- 4.  Baptiste Geiler
- 5.  Marco Izzo
- 6.  Ernesto Torchia
- 7.  Peter Michalovič
- 8.  Carlos Eduardo Barreto Silva
- 9.  Rocco Barone
- 10.  Thiago Alves
- 11.  Graziano Maccarone
- 12.  Enrico Diamantini
- 13.  Francesco Corrado
- 18.  Filip Rejlek

### Sezon 2015/2016
- 1.  Riccardo Pinelli
- 2.  Stanisław Kornijenko
- 3.  Davide Marra
- 4.  Raffaele Ferraro
- 5.  Cristian Casoli
- 6.  Antonio De Paola
- 7.  Peter Michalovič
- 8.  Marcello Forni
- 9.  Filippo Vedovotto
- 10.  Graziano Maccarone
- 11.  Francesco Corrado
- 12.  Simone Sardanelli
- 18.  Luca Presta

### Sezon 2014/2015
- 1.  Luka Medić
- 2.  Giacomo Sintini
- 3.  Andrea Cesarini
- 4.  Stanisław Kornijenko
- 5.  Manuele Marchiani
- 6.  Viktors Koržeņevičs
- 8.  Marcello Forni
- 9.  Filippo Vedovotto
- 11.  Bruno Zanuto
- 12.  Simone Sardanelli
- 14.  Alessandro Paoli
- 15.  Mauro Gavotto
- 17.  Giuseppe Feroleto
- 18.  Luca Presta
- Bartosz Janeczek

### Sezon 2013/2014
- 1.  Simone Scopelliti
- 2.  Ángel Trinidad de Haro
- 4.  Patrick Steuerwald
- 5.  Thiaw Stefano
- 6.  Luigi Randazzo
- 7.  Alessandro Farina
- 8.  Marcello Forni
- 9.  Alberto Cisolla
- 10.  Andrés Villena
- 12.  Simone Sardanelli
- 14.  Pablo Crer
- 15.  Mauro Gavotto
- 17.  František Ogurčák
- 18.  Luca Presta